# Žižkovy lípy (Sobčice)
Žižkovy lípy v Sobčicích byla skupina dvou různě starých památných stromů, lípy srdčité (malolisté) a lípy velkolisté, která byla poražena v roce 1993 na základě diletantského rozhodnutí státních úředníků.

## Základní údaje
- název: Žižkovy lípy, lípy v Sobčicích, Sobčické lípy
- výška: 25 m (1980, mladší lípa)[1]
- obvod: 400 cm (1980, mladší lípa)[1], 640 cm (starší lípa)
- věk: 250–300 let (1980, mladší lípa)[1], 570 let (starší lípa, dle pověsti)
- chráněna: od 26. června 1980[1]
- umístění: kraj Královéhradecký, okres Jičín, obec Sobčice
- souřadnice: 50°22'29.42"N, 15°31'5.72"E

Skupina stromů stála cca 60 m JJZ od místního nádraží. Dnes již existuje jen mladší z lip.

## Stav stromu a údržba
Stromy byly chráněné památkovým úřadem na základě rozhodnutí vlastníka od 11. září 1941. S tím bylo doporučeno ošetření dutiny vyčištěním a vydehtováním. Následně lípy chránil stát jako přírodní výtvory od 26. června 1980. Odpoledne 2. března 1995 došlo k pokácení starší lípy (detaily níže), 16. května 1995 byla ochrana skácené lípy zrušena.
Starší ze stromů přišel v minulosti o vrchol, vzniklý otvor do dutiny byl zakryt stříškou proti zatékání. Lípa omladila a vznikla tak náhradní koruna, dutina se hojila vytvářením závalu ve tvaru pozoruhodné přírodní plastiky.
Mladší lípa je zajímavá především výškou koruny.

## Rozhodnutí o poražení
V roce 1993 přišel znalec barokní pískovcové plastiky na to, že stromy škodí soše Jana Nepomuckého a ze Státního ústavu památkové péče přišel následující dopis:
„Na základě prohlídky, uskutečněné dne 24.8.1993, Vám sdělujeme, že bude nutné co možná nejdříve odstranit stromy v blízkosti sloupu se sv. Janem Nepomuckým..., neboť ohrožují další existenci statue.“
Tehdejší starosta Místního úřadu v Sobčicích se s dopisem dostavil na referát životního prostřední OÚ v Jičíně. Následné dění nejlépe vystihují slova Marie Hruškové, autorky publikací o památných stromech:
„Příslušná paní doktorka vyslechla jeho názor, jak je lípa špatná, a protože se má lidem věřit, tak nic nezkontrolovala a jen poradila... A dál? Dál se odvíjí předivo polopravd, výmluv a vlastně nezájmu. Nemá smysl na těchto řádcích je rozplétat, výsledek má k odbornosti a odpovědnosti daleko: starší z památných věkovitých lip byla urychleně skácena dřív, než mohli zasáhnout překvapení občané, kteří se ke kácejícím seběhli.“
Ignorancí místních úřadů a naprostým nezájmem o hledání alternativního řešení (např. posun sochy, zastřešení apod.) přišlo Jičínsko o jeden ze svých nejcennějších památných stromů.

## Historie a pověsti
Starší lípy se týkala pověst datovaná do roku 1423 o tažení Jana Žižky k Hořicím. Během výpravy se husité utábořili v Sobčicích, kde se jeden z husitských hejtmanů oženil. Na počest novomanželů Žižka vysadil lípu. Lidé měli strom v úctě a roku 1729 k němu byla postavena pískovcová socha svatého Jana z Nepomuku umístěná na vysokém sloupu. Z opačné strany sloupu pak vysadili druhou lípu, která také přejala Žižkovo jméno.

## Památné a významné stromy v okolí
- Holovouská lípa
- jehličnany v zámeckém parku Holovousy
- Platan v Kamenici